# Super Elastic Bubble Plastic
I Super Elastic Bubble Plastic sono stati un gruppo musicale rock italiano, formatosi a Mantova nel febbraio 2001.

## Storia
La band nasce come "gruppo di improvvisazione": il primo concerto dei Super Elastic Bubble Plastic è infatti una jam session di cinque ore, eseguita nel febbraio 2001 in un negozio di abbigliamento senza seguire una scaletta prefissata. Dopo circa un anno dal debutto, grazie anche all'esperienza live, i brani della band prendono una forma più strutturata: nel 2002 esce il demo The Double Party of the Widow, che contiene cinque canzoni in stile indie rock. Inizia così l'avventura di Gionata Mirai (voce e chitarra), Gianni Morandini (basso) e Alessio Capra (batteria).
Nei mesi successivi i Super Elastic Bubble Plastic partecipano a festival e concorsi della provincia di Mantova e vincono il primo premio al No Cover di San Benedetto Po.
Nel 2002 aprono i concerti degli One Dimensional Man, col cui chitarrista Giulio Favero registrano nel 2003 il primo album, The Swindler. L'anno seguente firmano un contratto con l'etichetta discografica RedLed Records e il disco d'esordio esce ufficialmente nel febbraio 2005 (RedLed Records/Self).
Le tematiche parlano principalmente dalla vita privata e della critica politico-sociale. Dall'album viene estratto il singolo My emotional friend, di cui viene girato anche un video d'animazione curato da Marco Pavone.
L'album viene recensito dalle riviste musicali Rolling Stone e Rocksound (che lo nomina disco d'esordio dell'anno) e da MTV.
Nel 2005, dopo una tournée di sessanta date nei principali festival estivi (tra cui Heineken Jammin' Festival, Goa-Boa Festival, Arezzo Wave, Tora! Tora!, RockinIdro, Coca-Cola Live @ MTV, MI AMI Festival), i SEBP pubblicano, sempre su RedLed Records, l'EP Acoustic On Air, che contiene quattro pezzi di The Swindler rivisitati in chiave acustica. Nello stesso periodo, dal divano di Brand:New (programma serale di MTV) presentano il videoclip di Double Party, secondo singolo estratto da The Swindler.
Nel 2006 tornano in studio per la registrazione del secondo album: Small Rooms (RedLed Records/V2/Edel), prodotto ancora da Giulio Favero, che esce l'aprile dello stesso anno.
Nel 2008 esce il loro terzo disco, autoprodotto, Chances.
Il 29 aprile 2009 esce in download gratuito sul webzine Rockit l'EP Chances To Live, estratto dalle loro ultime performance live in giro per l'Italia.

## Formazione
- Gionata Mirai - voce, chitarra
- Gianni Morandini - basso
- Alessio Capra - batteria

## Discografia

### Album
- 2002 - The Double Party of the Widow (DEMO - Unreleased)
- 2005 - The Swindler (RedLed Records/Self)
- 2006 - Small Rooms (RedLed Records/V2 Records/Edel)
- 2008 - Chances (Super Fake/Metatron Records)

### EP
- 2005 - Acoustic On Air
- 2009 - Chances to Live